# Exyrias akihito
Espèce
Exyrias akihito est une espèce de gobies, des poissons d'eaux douces peu profondes, retrouvée principalement à l'Ouest de l'océan Pacifique.

## Répartition et mode de vie

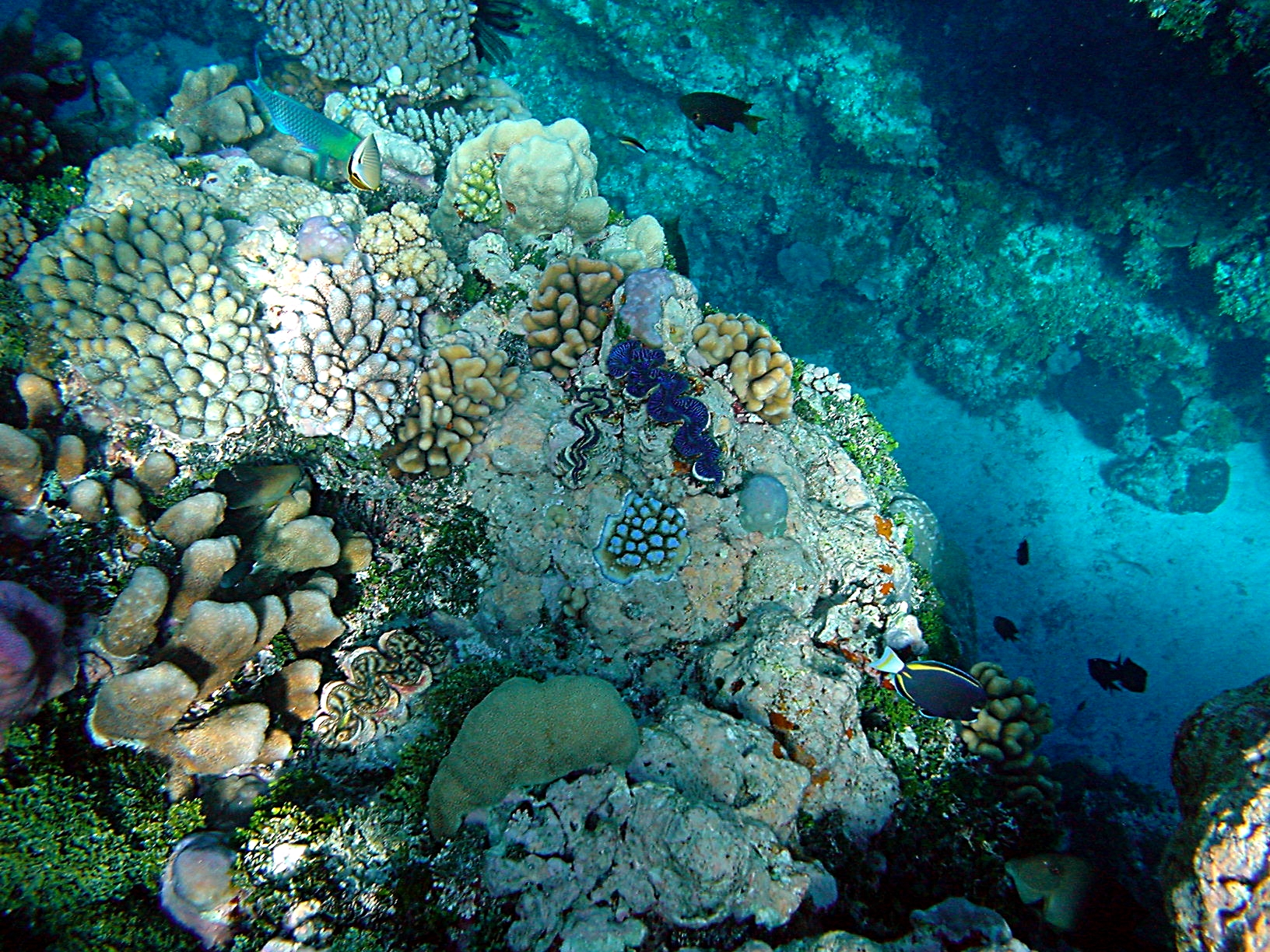
Fond corallien, habitat des Exyrias akihito.

Exyrias akihito est principalement retrouvé dans les eaux  de l’ouest de l'océan Pacifique, notamment sur la Grande Barrière de corail et sur les côtes indonésiennes, néo-guinéennes, et des Philippines. On retrouve également des membres de Exyrias akihito sur le rivage des îles Yaeyama, au Japon, et des individus ont été recensés dans les eaux de la république des Palaos, et dans le lagon de l'atoll Majuro des Îles Marshall. 
Cette espèce vit sur des fonds sableux ou coralliens, dans des eaux plutôt claires, à des profondeurs allant de dix à quarante-trois mètres de profondeur.  
Comme toutes les gobies, Exyrias akihito est dépourvu de vessie natatoire et passe ainsi son temps principalement sur le sol, ne pouvant nager que très maladroitement.  
Exyrias akihito se nourrit principalement de petits invertébrés et d'algues planctoniques.

## Description
La nageoire dorsale de Exyrias akihito est plus longue et plus fine que chez les autres Exyrias. Le corps de Exyrias akihito est également plus pâle et présente des taches jaunes ou orange sur toute sa surface. Sur les spécimens étudiés, certains présentent une maladie congénitale fréquente chez les gobies, ne présentant que neuf fragments de cartilage au lieu de dix au niveau de la nageoire dorsale.
Comme chez la plupart des gobies, les nageoires pelviennes ont fusionné pour former un disque ventral, servant de ventouse lui permettant d'adhérer au substrat.

## Taxonomie

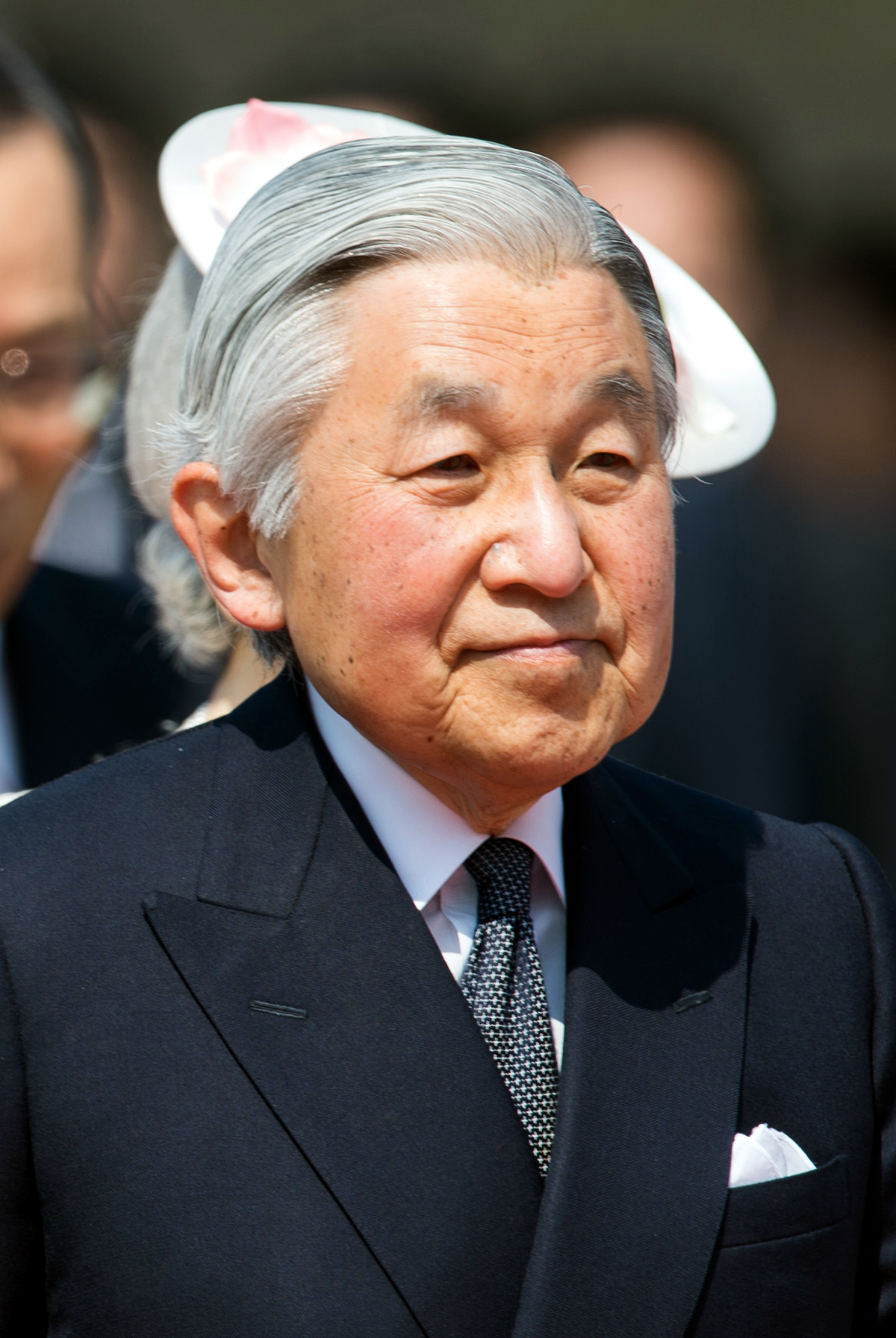
Exyrias akihito est nommé en l'honneur de l'empereur japonais Akihito.

Ce poisson est nommé ainsi en l'honneur de l'empereur du Japon Akihito, ichtyologue de renom spécialisé dans l'étude des gobies. L'holotype, ou spécimen de référence, de cette espèce a été fourni par le laboratoire de l'Agence impériale japonaise.
Ce n'est pas la première fois qu'un gobie est nommé en l'honneur du l'empereur du Japon, et un genre de gobies identifié plus tardivement a été nommé Akihito.